# توبه در یهودیت
توبه (عبری: תשובה‎ تشووا، به معنای لغوی، «بازگشت») یکی از عناصر کفاره گناه در یهودیت است. یهودیت اذعان دارد که هر کس گاهی اوقات گناه می‌کند، اما مردم می‌توانند با توبه برای تخلفات گذشته، در آینده آن موقعیت‌ها را متوقف یا به حداقل برسانند؛ بنابراین، هدف اولیه توبه در یهودیت، تغییر اخلاقی است.
توبه‌کار یهودی به‌طور سنتی به عنوان بعل تشووا (به معنای «استاد توبه» یا «استاد بازگشت») شناخته می‌شود (عبری: בעל תשובה‎ ; برای یک زن:בעלת תשובה بعلت تشووا. جمع:בעלי תשובה بعلی تشووا). یک اصطلاح مدرن جایگزین هوذر بتشوا است (חוזר בתשובה به معنای «بازگشت در توبه»). بر اساس هالاخا، «در جایی که بعلایی تشووا ایستاده‌است، حتی صالحان تمام عیار هم نمی‌ایستند».

## توبه و خلقت
بر اساس تلمود، خداوند توبه را قبل از خلقت جهان فیزیکی آفرید و آن را در زمره اولین چیزهای آفریده قرار داد. (نداریم ۳۹ ب).

## زمان توبه
بر اساس دیدگاه یهودی شخص گناهکار باید فوراً توبه کند. مَثَلی در تلمود (شابات ۱۵۳ الف) نقل شده‌است که خاخام الیزار به شاگردان خود آموخت: «یک روز قبل از مرگ خود توبه کنید». شاگردان مؤدبانه سؤال کردند که آیا می‌توان روز مرگ خود را دانست، بنابراین خاخام الیزار در پاسخ گفت: «بنابراین بیشتر دلیل است که امروز توبه کنیم، مبادا فرد فردا بمیرد.» به دلیل درک یهودیت از روند سالانه قضاوت الهی، یهودیان بر این باورند که خداوند به ویژه در طول دوره ای از آغاز ماه ایلول تا فصل تعطیلات عالی، یعنی روش هشانا (روز داوری)، ده روز برای توبه باز است.

## طریق توبه در یهودیت
راهنماهای متعددی برای فرایند توبه را می‌توان در ادبیات خاخامی یافت. به خصوص قواعد توبه ابن میمون را در میشنه تورات ببینید.
بر اساس دروازه‌های توبه، یک اثر استاندارد اخلاق یهودی که توسط ربی یونا از جرونا نوشته شده‌است، یک گناهکار توبه می‌کند توسط:
- پشیمانی/اعتراف به گناه؛
- ترک گناه (نگاه کنید به زیر)؛
- نگرانی در مورد عواقب آتی گناه؛
- با تواضع رفتار و سخن گفتن.
- رفتار خلاف گناه (مثلاً برای گناه دروغ گفتن باید راست باشد).
- درک بزرگی گناه؛
- خودداری از گناهان کوچکتر به منظور حفظ خود از ارتکاب گناهان بزرگتر.
- اعتراف به گناه؛
- دعا برای کفاره؛
- تصحیح گناه به هر نحو ممکن (مثلاً اگر شیئی را دزدید باید آن را مسترد کرد، یا اگر به دیگری تهمت زد، تهمت زن باید از مصدوم طلب بخشش کند).
- دنبال کارهای حسید و حقیقت؛
- به یاد آوردن گناه تا آخر عمر؛[۶]
- خودداری از ارتکاب همان گناه در صورت فراهم شدن فرصت مجدد؛
- به دیگران بیاموزیم که گناه نکنند

### ترک گناه
دومین مورد از «اصول توبه» ربی یونا، «ترک گناه» است (عبری: עזיבת–החטא، azivat-hachet). پس از پشیمانی از گناه (اصل اول ربی یونا)، توبه کننده باید تصمیم بگیرد که هرگز گناه را تکرار نکند. با این حال، یهودیت تشخیص می‌دهد که روند توبه از توبه کننده ای به توبه کننده دیگر و از گناهی به گناه دیگر متفاوت است. به عنوان مثال، یک گناهکار غیرعادی اغلب نیش گناه را شدیدتر از گناهکار معمولی احساس می‌کند؛ بنابراین، گناهکار غیرعادی زمان توبه راحت تری خواهد داشت، زیرا کمتر احتمال دارد که رفتار گناه آلود را تکرار کند.
مورد گناهکاری که به گناه معتاد شده‌است پیچیده‌تر است. اگر گناهکار معمولی اصلاً از گناه خود پشیمان شود، این پشیمانی به تنهایی به وضوح به تغییر رفتار تبدیل نمی‌شود. در چنین موردی، خاخام نوسون شرمان توصیه می‌کند که «نظام شخصی پاداش و مجازات» ابداع شود و از شرایطی که ممکن است باعث وسوسه نسبت به گناه مربوطه شود اجتناب شود. خاخام یهودا تعلیم داد: «کیست توبه کننده ای که توبه اش تا عرش جلال بالا رود؟ کسی که آزمایش شده و بی گناه ظاهر شود» (یوما 86b). ابن میمون این جمله را به این معنا تفسیر کرد که نشانه توبه‌کار واقعی کسی است که مرتکب گناه می‌شود و بعداً به او فرصت داده می‌شود تا دقیقاً همان گناه را مرتکب شود، اما شخص انتخاب نمی‌کند که انجام ندهد ("قوانین توبه" 2: 1).

## قربانی کردن حیوانات و جایگزینی‌های بعدی

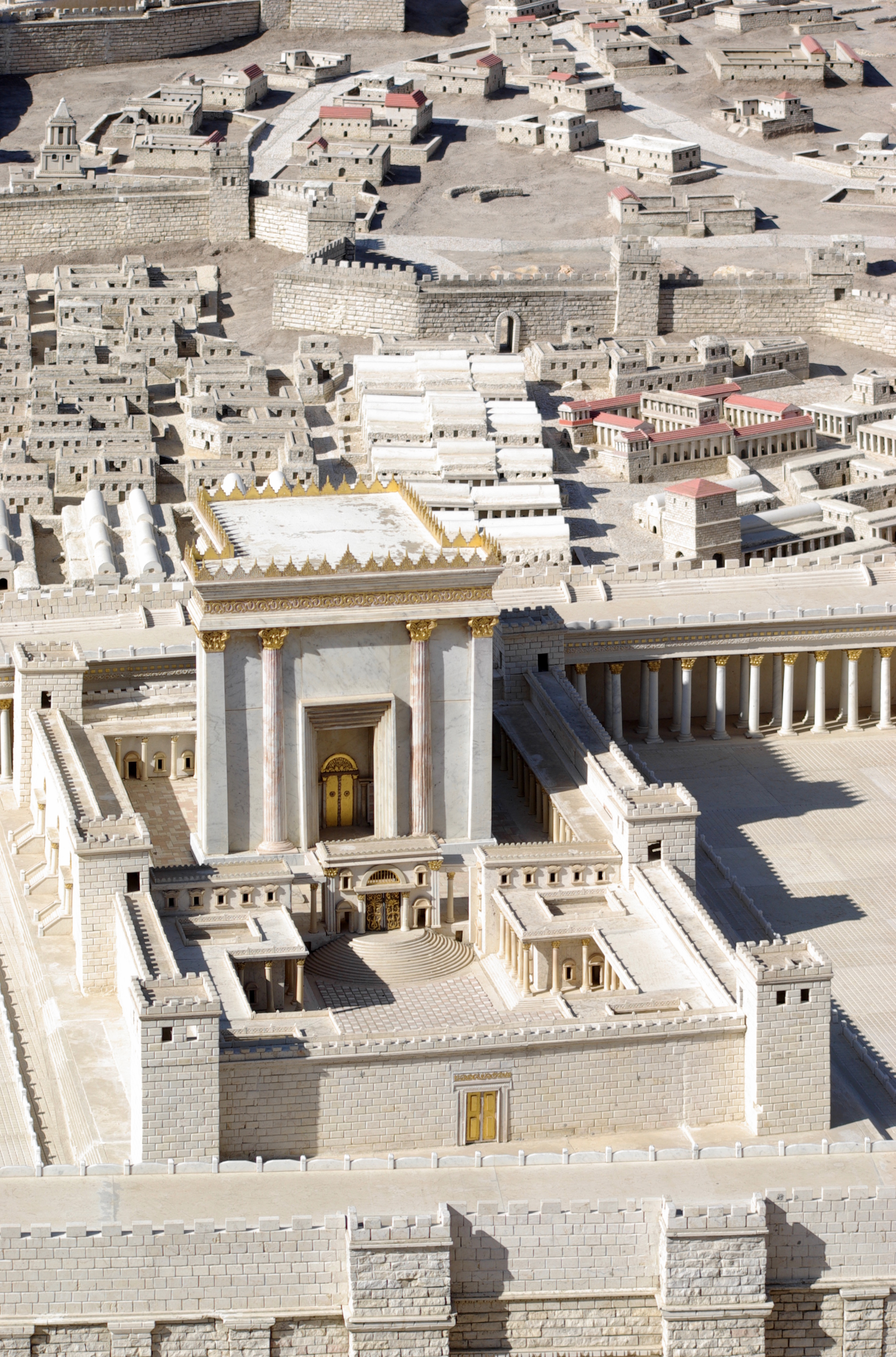
معبد هرود، همان‌طور که در الگوی سرزمین مقدس اورشلیم تصور می‌شود. در حال حاضر در مجاورت نمایشگاه حرم کتاب در موزه اسرائیل اورشلیم قرار دارد.

هنگامی که معبد در اورشلیم فعال بود، یک یهودی مجبور بود برای انواع خاصی از گناهان قربانی‌های مختلفی بیاورد و نسخه‌ای از مراسم اعتراف ویدوی را به عنوان بخشی از مراسم قربانی انجام دهد. با این حال، حتی زمانی که معبد مقدس هنوز پابرجا بود، صرف آوردن یک هدیه هرگز باعث نشد که خدا به‌طور خودکار گناهان کسی را ببخشد. تنخ (کتاب مقدس عبری) تعلیم می‌دهد:
- «در قربانی و پیشکش خوشحال نشدی، بلکه به من گوش فرا دادی. قربانی سوختنی و قربانی گناه نخواستی.» (مزمور ۴۰:۶)
- «زیرا از قربانی لذت نخواهی برد، وگرنه آن را تقدیم می‌کنم، و از قربانی سوختنی راضی نخواهی شد. قربانی‌های خدا روح شکسته‌است. خدایا دل شکسته و پشیمان را تحقیر نخواهی کرد.» (مزمور ۵۱:۱۶–۱۷)
- "زیرا من به جای قربانی‌های سوختنی، عشق استوار می‌خواهم و نه قربانی، معرفت خدا." (هوشع ۶:۶)
- "کلمات خود را بردارید و به سوی خداوند بازگردید و به او بگویید: "هر گناهی را از بین ببر و نیکوکاری را بپذیر و ما نذرهای خود را با گاوهای نر ادا خواهیم کرد." (هوشع ۱۴:۲)

در بسیاری از جاها ادبیات ربانی تأکید می‌کند که انجام امور خیریه، دعا و مطالعه تورات از قربانی کردن حیوانات با ارزش تر است، و اینکه اولی می‌تواند جایگزین قربانی کردن حیوانات در زمانی که معبد فعال نیست:
- "خاخام یوچانان بن زکای با او راه می‌رفت. . . خاخام یهوشوا، … پس از تخریب معبد. خاخام یهوشوا به ویرانه‌های معبد نگاه کرد و گفت: «. . . جایی که گناهان قوم اسرائیل را کفاره داد ویرانه است! سپس خاخام یوهانان بن زکای این کلمات را به او گفت: «. . . ما هنوز هم می‌توانیم از طریق اعمال محبت آمیز، کفاره آیینی را به دست آوریم.» (میدراش آووت ربی ناتان ۴:۵)
- خاخام الازار می‌گوید: صدقه دادن از همه قربانی‌ها برتر است، چنان‌که نوشته شده‌است: «صدقه و عدالت نزد خداوند از قربانی پسندیده‌تر است» (Proverbs).). (تلمود بابلی، سکه ۴۹)
- «خاخام شموئل بر نهمانی گفت: آن مقدس (خدا) به داوود گفت: سلیمان، پسرت در حال ساختن معبد است. آیا این برای قربانی کردن در آنجا نیست؟ عدل و انصاف اعمال شما نزد من از فداکاری‌ها ارزشمندتر است. و چگونه این را بدانیم؟ "انجام آنچه درست و عادلانه است برای آدونای مطلوبتر از فداکاری است." (امثال ۲۱:۳)" (تلمود یروشالمی، براخوت ۲٫۱)
- «کسی که تشووا می‌کند، گویی به اورشلیم رفته، معبد را بازسازی کرده، محراب را برپا کرده، و تمام قربانی‌هایی را که تورات مقرر کرده‌است، تقدیم کرده‌است. [زیرا مزمور می‌گوید] «قربانی‌های خدا روح شکسته‌است. ای خدا، قلب شکسته و پشیمان را تحقیر نخواهی کرد [۵۱:۱۹]" (لاویان رابه ۷:۲ (میدراش))
- روا گفت: هر که تورات را مطالعه کند نیازی به قربانی ندارد (مناهوت 110 a). . . خداوند فرمود: در این دنیا قربانی کفاره آنها را کرد، اما در آخرت گناهان شما را بدون قربانی می‌بخشم. (میدراش تنهوما شمینی، بند ۱۰)
- «حتی اگر انسان تمام عمر خود گناه کرده باشد و در روز مرگش توبه کند، همه گناهان او بخشیده می‌شود» (ابن میمون، ید، تشووه ۲: ۱).